# Supercopa da Espanha de 2023–24
A Supercopa da Espanha de 2024 foi a 40.ª edição do torneio, uma competição anual de futebol para clubes do sistema da liga espanhola de futebol que tiveram sucesso em suas principais competições na temporada anterior.

## Qualificação
O torneio apresenta os campeões e vice-campeões da Copa del Rey de 2022–23 e da La Liga de 2022–23.

### Equipes qualificadas
As quatro equipes a seguir se classificaram para o torneio. 
| Equipe             | Método de qualificação                  | Participações | Última participação como | Desempenho   | Desempenho   | Desempenho     |
| Equipe             | Método de qualificação                  | Participações | Última participação como | Vencedor(es) | Vice-campeão | Semifinalistas |
| ------------------ | --------------------------------------- | ------------- | ------------------------ | ------------ | ------------ | -------------- |
| Real Madrid        | Vencedor da Copa del Rey de 2022–23     | 20            | Vice-campeão de 2022–23  | 12           | 6            | 1              |
| Barcelona          | Vencedor da La Liga de 2022–23          | 28            | Vencedor de 2022–23      | 14           | 11           | 2              |
| Osasuna            | Vice-campeão da Copa del Rey de 2022–23 | estreante     | estreante                | estreante    | estreante    | estreante      |
| Atlético de Madrid | Terceiro lugar da La Liga de 2022–23    | 9             | Semifinalista de 2021–22 | 2            | 5            | 1              |

## Partidas
- Os horários listados são UTC+3.
- Todas as três partidas estão sendo realizadas no Estádio Universitário Rei Saud, em Riade, na Arábia Saudita.

### Suporte
|  | Semifinais                    | Semifinais |                               |   | Final | Final |
|  |                               |            |                               |   |       |       |
|  | 10 de janeiro de 2024 – Riade |            |                               |   |       |       |
|  |                               |            |                               |   |       |       |
|  | Real Madrid                   | 5          |                               |   |       |       |
|  | Real Madrid                   | 5          | 14 de janeiro de 2024 – Riade |   |       |       |
|  | Atlético de Madrid            | 3          |                               |   |       |       |
|  | Atlético de Madrid            | 3          | Real Madrid                   | 4 |       |       |
|  | 11 de janeiro de 2024 – Riade |            | Real Madrid                   | 4 |       |       |
|  |                               | Barcelona  | 1                             |   |       |       |
|  | Barcelona                     | Barcelona  | 1                             | 2 |       |       |
|  | Barcelona                     |            |                               | 2 |       |       |
|  | Osasuna                       | 0          |                               |   |       |       |
|  | Osasuna                       | 0          |                               |   |       |       |

### Semifinais
| 10 de janeiro | Real Madrid                                                          | 5 – 3 (pro.) | Atlético de Madrid                       | Estádio Universitário Rei Saud, Riade             |
| 22:00         | Rüdiger 20' · Mendy 29' · Carvajal 85' · Joselu 116' · Brahim 120+2' | Relatório    | Hermoso 6' · Griezmann 37' · Rüdiger 78' | Público: 23 977 Árbitro: ESP Javir Alberola Rojas |

| 11 de janeiro | Barcelona                     | 2–0 | Osasuna | Estádio Universitário Rei Saud, Riade             |
| 22:00         | Lewandowski 59' · Yamal 90+3' |     |         | Público: 23 932 Árbitro: ESP Alejandro Muñíz Ruiz |

### Final
| 14 de janeiro | Real Madrid                               | 4 – 1     | Barcelona       | Estádio Universitário Rei Saud, Riade      |
| 22:00         | Vini Jr 7', 10', 39' (pen.) · Rodrygo 64' | Relatório | Lewandowski 33' | Público: 23 977 Árbitro: ESP Juan Martínez |

| Real Madrid | Barcelona |

| G               | 13 | Andriy Lunin        |     |     |
| LD              | 2  | Dani Carvajal       |     |     |
| Z               | 22 | Antonio Rüdiger     | 62' |     |
| Z               | 6  | Nacho               |     |     |
| LE              | 23 | Ferland Mendy       |     |     |
| V               | 15 | Federico Valverde   |     | 86' |
| M               | 18 | Aurélien Tchouaméni |     |     |
| M               | 8  | Toni Kroos          |     | 82' |
| M               | 5  | Jude Bellingham     | 43' | 86' |
| A               | 11 | Rodrygo             |     | 77' |
| A               | 7  | Vinícius Júnior     |     | 82' |
| Reservas:       |    |                     |     |     |
| G               | 25 | Kepa Arrizabalaga   |     |     |
| LE              | 20 | Fran García         |     |     |
| LD              | 36 | Vinicius Tobias     |     |     |
| M               | 10 | Luka Modrić         |     | 82' |
| V               | 12 | Eduardo Camavinga   |     | 82' |
| M               | 19 | Dani Ceballos       |     | 86' |
| M               | 24 | Arda Güler          |     |     |
| M               | 28 | Mario Martín        |     |     |
| M               | 32 | Nico Paz            |     |     |
| A               | 14 | Joselu              |     | 86' |
| A               | 21 | Brahim Díaz         |     | 77' |
| Técnico:        |    |                     |     |     |
| Carlo Ancelotti |    |                     |     |     |

| G         | 13 | Iñaki Peña          |          |     |
| LD        | 23 | Jules Koundé        |          |     |
| Z         | 4  | Ronald Araújo       | 37', 71' |     |
| Z         | 15 | Andreas Christensen |          |     |
| LE        | 3  | Alejandro Balde     |          |     |
| M         | 20 | Sergi Roberto       | 40'      | 61' |
| V         | 22 | İlkay Gündoğan      |          |     |
| M         | 21 | Frenkie de Jong     |          |     |
| PD        | 8  | Pedri               |          | 61' |
| A         | 9  | Robert Lewandowski  |          |     |
| PE        | 7  | Ferran Torres       |          | 61' |
| Reservas: |    |                     |          |     |
| G         | 26 | Ander Astralaga     |          |     |
| G         | 31 | Diego Kochen        |          |     |
| Z         | 33 | Pau Cubarsí         |          |     |
| LD        | 39 | Héctor Fort         |          |     |
| V         | 18 | Oriol Romeu         |          |     |
| V         | 30 | Marc Casadó         |          |     |
| M         | 32 | Fermín López        |          | 61' |
| A         | 14 | João Félix          |          | 61' |
| A         | 19 | Vitor Roque         |          |     |
| A         | 27 | Lamine Yamal        |          | 61' |
| A         | 38 | Marc Guiu           |          |     |
| Técnico:  |    |                     |          |     |
| Xavi      |    |                     |          |     |

| Homem do Jogo: Vinícius Júnior (Real Madrid) Árbitros assistentes: Diego Barbero Sevilla Miguel Martínez Munuera Quarto árbitro: Mario Melero López Árbitro assistente de vídeo: César Soto Grado Árbitro assistente do árbitro de vídeo: Iker De Francisco Grijalba Francisco José Hernández Maeso | Regras - 90 minutos. - 30 minutos de prorrogação, se necessário. - Disputa de pênaltis se o placar ainda estiver empatado. - Onze substitutos nomeados. - Máximo de cinco substituições, com uma sexta permitida na prorrogação. |